# Központi stadion (Jekatyerinburg)
A Központi stadion (oroszul: Центра́льный стадио́н, magyar átírásban: Centralnij sztagyion) egy különböző sportesemények megrendezésére alkalmas létesítmény Jekatyerinburgban, Oroszországban. 1957-ben épült, jelenleg az FK Ural Jekatyerinburg labdarúgócsapata játssza itt hazai mérkőzéseit.
A pálya felülete fű, 44 130 néző befogadására alkalmas, a játéktér futópályával kerített. A stadion digitális eredményjelzővel és saját megvilágítással rendelkezik. A pályát műanyag ülőhelyekkel ellátott lelátó öleli körül, amely az egyik oldalvonal mentén teljesen fedett.

## A 2018-as világbajnokság mérkőzései a stadionban
| 2018. június 15. 17:00 (14:00) |

| Egyiptom | 0–1               | Uruguay     |
| -------- | ----------------- | ----------- |
|          | (0–0) Jegyzőkönyv | Giménez 89' |

| Központi stadion, Jekatyerinburg Nézőszám: 27 015 Játékvezető: Björn Kuipers (holland) |

| 2018. június 21. 20:00 (17:00) |

| Franciaország | 1–0               | Peru |
| ------------- | ----------------- | ---- |
| Mbappé 34'    | (1–0) Jegyzőkönyv |      |

| Központi stadion, Jekatyerinburg Nézőszám: 32 789 Játékvezető: Mohamed Abdalláh Hasszán Mohamed (egyesült arab emírségekbeli) |

| 2018. június 24. 20:00 (17:00) |

| Japán              | 2–2               | Szenegál           |
| ------------------ | ----------------- | ------------------ |
| Inui 34' Honda 78' | (1–1) Jegyzőkönyv | Mané 11' Wagué 71' |

| Központi stadion, Jekatyerinburg Nézőszám: 32 572 Játékvezető: Gianluca Rocchi (olasz) |

| 2018. június 27. 19:00 (16:00) |

| Mexikó | 0–3               | Svédország                                                    |
| ------ | ----------------- | ------------------------------------------------------------- |
|        | (0–0) Jegyzőkönyv | Augustinsson 50' Granqvist 62' (11-esből) Álvarez 74' (öngól) |

| Központi stadion, Jekatyerinburg Nézőszám: 33 061 Játékvezető: Néstor Pitana (argentin) |